# Dyene Galantini
Dyene de Paula Galantini (Rio de Janeiro, 26 de outubro de 1976) é uma publicitária, executiva de marketing, escritora, palestrante, editora e professora brasileira. Além da carreira em marketing, Dyene Galantini é atuante pela neurodiversidade e quebra de estigmas relacionados a transtornos mentais.

## Biografia
Nasceu no Rio de Janeiro e passou a infância e a adolescência em Mambucaba, Angra dos Reis. Voltou ao Rio de Janeiro para cursar graduação. Morou por dois anos na Alemanha durante a adolescência, primeiro para aprender alemão e depois como trainee de uma agência de publicidade. Residiu por onze nos Estados Unidos, onde cursou MBA e iniciou sua carreira executiva.
Aos 30 anos, Dyene Galantini foi diagnosticada com transtorno bipolar. Temendo o preconceito, escondeu sua condição durante 10 anos. Em 2017, assumiu publicamente seu diagnóstico lançando o projeto pessoal Vencendo a Mente, cujos objetivos são disseminar informações sobre transtornos mentais e colaborar para a quebra de estigmas associados a pessoas com transtornos mentais.
O livro foi lançado pela Mind Duet, editora independente de Dyene Galantini.
Desde 2018, também é professora de marketing no MBA da UFRJ. 

## ProjetoVencendo a Mente
O projeto Vencendo a Mente foi lançado por Dyene Galantini em 2017 e inclui autobiografia, plataformas de informações digitais e palestras. Ao compartilhar a própria história, Dyene busca encorajar outras pessoas com transtornos mentais a procurarem e seguirem o tratamento, e também busca demostrar que pessoas com transtornos mentais são produtivas, interessantes e felizes.
Com o projeto, Dyene Galantini participou de programas de televisão, tais como Sem Censura e Encontro com Fátima Bernardes e deu entrevistas para rádio, revistas, jornais, sites e podcasts.   
Em setembro de 2020, se tornou TEDx Speaker ao participar do TEDx RioDoSul 2020. Em 2021, disponibilizou o e-book gratuitamente, sugerindo como contrapartida doações voluntárias ao CVV - Centro de Valorização da Vida.  

## Obras publicadas
- Vencendo a Mente – Como uma executiva de sucesso superou o transtorno bipolar (2017)

Autobiografia de Dyene Galantini, baseada em diários terapêuticos escritos durante o tratamento psiquiátrico. A obra conta toda a jornada de Dyene Galantini com o transtorno bipolar, desde os primeiros sintomas na infância até a estabilização, passando pelas crises que a levaram a buscar apoio médico e tratamento.
No livro, Dyene também compartilha parte de suas estratégias para manter a estabilização, visto que o transtorno bipolar não tem cura definitiva.    
- Ibama e indústria de pesquisa sísmica: em busca do conhecimento e sustentabilidade através do licenciamento ambiental (2020)[20][21]

Dyene Galantini editou a obra por meio de sua editora Mind Duet Comunicação e Marketing. 

## Carreira
Formou-se em Publicidade e Propaganda pela Universidade Gama Filho em 1999. Trabalhou na Alemanha e nos Estados Unidos, onde iniciou a carreira de executiva. Atualmente, é diretora global de marketing do maior conglomerado de informações do mundo.